# Peter Moore
Peter Moore (né en 1955) est un chef d'entreprise anglais, connu principalement pour avoir occupé les postes de vice-président de la branche Interactive Entertainment Business de Microsoft (supervisant les  consoles de jeux Xbox et Xbox 360), de président de Sega of America et différents postes chez Electronic Arts jusqu'à avril 2017 et notamment celui de président d'EA Sports de 2007 à août 2011. En avril 2017, il quitte l'entreprise pour diriger le club de football Liverpool FC à partir de juin 2017.
En Janvier 2021, il rejoint l'entreprise Unity Technologies en tant que Senior Vice président et Manager Général de la division Sport & Divertissement.

## Vie et carrière
Moore est né à Liverpool, en Angleterre. Il obtient un baccalauréat à l'université de Keele (Angleterre), et un master à l'université d'État de Californie à Long Beach. Il travaille d'abord pour Patrick USA, la filiale américaine de l'entreprise française d'articles de sport Patrick. Ensuite, il travaille chez Reebok pendant près de deux décennies. Il a aussi été professeur d'éducation physique pendant quelques années.

### Sega
Après Reebok, Bernie Stolar recrute Peter Moore. Ce dernier prend de l'importance au sein de Sega, étant alors un haut responsable dans les opérations nord-américaines de la société pendant l'ère Dreamcast. Moore jouera un rôle déterminant dans la décision de la société de changer de stratégie commerciale en devenant éditeur multi-plateformes. Quand Moore quitta Sega, il était président et CEO de Sega of America.
Moore était fier du succès de la console de jeux Dreamcast, et de la satisfaction que ses propriétaires expriment encore des années après ; y compris les fans de la série de jeux Shenmue, que Moore décrit comme étant la base de fans s'étant fait le plus entendre pendant sa carrière chez Sega. Moore révéla à GamingSteve.com qu'un jour, en passant un point de contrôle à l'aéroport international O'Hare de Chicago, un agent de sécurité de la TSA lui déclara ceci : « Ce n'est pas la peine de me montrer votre passeport. Vous êtes le connard qui a lâché Shenmue à la Xbox. »[réf. souhaitée], Moore a par ailleurs admis qu'il était responsable de l'arrêt de production de la Dreamcast : « Ce furent 18 mois fantastiques. La Dreamcast marchait du tonnerre, nous pensions réellement que nous allions réussir. Mais ensuite nous avons reçu du Japon un objectif à atteindre qui stipulait que nous devions gagner autant de centaines de millions de dollars d'ici les fêtes et vendre autant de millions de machines, faute de quoi l'activité ne pourrait pas être maintenue. C'est pour cela que le 31 janvier 2001, nous avons annoncé que Sega arrêtait de fabriquer du hardware. On vendait 50 000 machines par jour, puis 60 000, puis 100 000, mais cela n'aurait tout simplement pas suffi pour atteindre la masse critique nécessaire à contrer le lancement de la PS2. Je ne sais trop comment, c'est moi qui ai dû prendre cette décision, et pas les Japonais. J'ai dû mettre à la porte plein de monde ; ce ne fut pas un jour agréable. »[réf. souhaitée]
Pendant son court passage chez Sega, Moore a aussi joué le rôle d'un zombie dans l'adaptation cinématographique de The House of the Dead, aux côtés de Rikiya Nakagawa, producteur du jeu d'origine. Les deux sont crédités à la fin du film dans la section « Remerciements particuliers ».
En 2012, un livre d'histoire appelé Service Games: The Rise and Fall of Sega (trad. littérale : Service Games : l'ascension et la chute de Sega) retrace toute la carrière de Moore chez Sega.

### Microsoft
En 2003, Microsoft embauche Moore pour aider la Xbox à être plus compétitive face aux autres consoles de même génération. Le patron de Microsoft Steve Ballmer était frustré de voir les faibles parts de marché de la Xbox (qui stagnaient alors à 23 % aux États-Unis).
Chez Microsoft, Moore a acquis une certaine notoriété pour avoir montré des tatouages de Halo 2 et Grand Theft Auto IV pendant les annonces de ces jeux respectifs. Certaines sources affirmèrent que le tatouage de Halo 2 n'était pas définitif, et d'autres ont rapporté que Moore le porte toujours. On ne sait en revanche pas si le tatouage de Grand Theft Auto IV est permanent ou non.
Moore a aussi en quelque sorte soutenu la console Wii - en tant qu'alternative à la PlayStation 3 -, en affirmant que les consommateurs s'achèteraient une Xbox 360 ET une Wii plutôt qu'une PlayStation 3, pour le même prix (la PlayStation 3 coûtait 599 dollars américains à l'époque).

### Electronic Arts
Le 17 juillet 2007, Electronic Arts annonce que Peter Moore quittera Microsoft pour diriger la division sports d'Electronic Arts. Il se dit que Moore voulait s'éloigner de la zone de la baie de San Francisco pour vivre avec sa famille, ce qui était possible chez EA. Son poste de vice-président de la branche Interactive Entertainment Business chez Microsoft fut repris par Don Mattrick (qui quitta également Microsoft plus tard pour rejoindre Zynga en tant que CEO).
Moore fut parodié dans un épisode de la saison 15 de South Park (Association Sportive des Bébés du Crack) se penchant sur la relation entre la NCAA et Electronic Arts.
Le 4 août 2011, Moore quitte la présidence d'EA Sports et est promu Directeur des Opérations lors d'une réorganisation structurelle.
Dans le jeu vidéo Need for Speed: Most Wanted de Criterion, sorti en 2012, on peut voir un avis de recherche avec la photo de Moore sur un panneau en bord de route.
Le 14 avril 2017, il quitte l'entreprise pour diriger le club de football Liverpool FC à partir de juin 2017.